# Young & Wild
Young & Wild er en dokumentar om dyreunger, der blev sendt på Animal Planet, og er udgivet på en DVD-samling med 6 individuelle skiver. Programmet handler om udvalgte arters fødsel af unger og opvækst i de tidlige år. Sammenlagt findes der følgende afsnit:
- First Breath
- Breaking Through
- Home Truths
- First Bond
- Safety First
- Mr. Mom
- Family Affairs
- Table Manners
- Risky Business
- Basic Instincts
- The Dating Game
- Full Circle

De tre første afsnit handler overvejende om fødslen af både udvalgte pattedyr og udvalgte krybdyr. Serien fortsætter med hvorledes samfundet passer ungerne, hvordan de får føde, om deres basale instinkter, mm. Blandt de udvalgte dyr repræsenteres bl.a. krokodiller, elefanter, giraffer, slanger, m.fl.

## Eksterne Henvisninger
- Young & Wild på Internet Movie Database (engelsk)
- Young & Wild på AlloCiné (fransk)
- Young & Wild på MovieMeter (nederlandsk)
- Young & Wild på AllMovie (engelsk)
- Young & Wild på Turner Classic Movies (engelsk)
- Young & Wild på The Movie Database (engelsk)
- Young & Wild på Rotten Tomatoes (engelsk)
- Young & Wild på Metacritic (engelsk)
- Young & Wild på Filmaffinity (engelsk)